# Marko Ostoja
Marko Ostoja, né le 20 octobre 1960 à Bonn, est un ancien joueur de tennis yougoslave qui a représenté la Croatie à la fin de sa carrière.

## Carrière
Il s'est illustré sur le circuit ATP en remportant le tournoi de Bruxelles Outdoor en 1981. Il atteint peu après la finale du tournoi de Kitzbühel en double. Il compte également à son actif une demi-finale à Stowe, Florence et Cologne.
En double, il a remporté le tournoi Challenger de Barcelone en 1981 et en simple celui de Tampere en 1983, Lisbonne en 1986 et Strasbourg en 1988.
Il a joué en Coupe Davis pour la Yougoslavie en 1979 puis de 1982 à 1985. Il remporte ses 10 matchs lors de la campagne 1983, ce qui permet à son équipe de participer au groupe mondial l'année suivante. Contre l'Australie en 1984, il perd un simple contre John Fitzgerald ainsi que le double. En revanche, l'équipe remporte les barrages contre les Britanniques. En 1985, il retrouve les Australiens et perd ses deux simple contre Paul McNamee et Pat Cash. Il faisait équipe avec Slobodan Živojinović.

## Palmarès

### Titre en simple messieurs
| No | Date       | Nom et lieu du tournoi                    | Catégorie | Dotation | Surface      | Finaliste     | Score         |  |
| -- | ---------- | ----------------------------------------- | --------- | -------- | ------------ | ------------- | ------------- |  |
| 1  | 08-06-1981 | Tournoi de tennis de Bruxelles, Bruxelles |           | 50 000 $ | Terre (ext.) | Ricardo Ycaza | 4-6, 6-4, 7-5 |  |

### Finale en double messieurs
| No | Date       | Nom et lieu du tournoi | Catégorie | Dotation | Surface      | Vainqueurs              | Partenaire   | Score    |  |
| -- | ---------- | ---------------------- | --------- | -------- | ------------ | ----------------------- | ------------ | -------- |  |
| 1  | 13-07-1981 | Head Cup Kitzbühel     |           | 75 000 $ | Terre (ext.) | David Carter Paul Kronk | Louk Sanders | 7-6, 6-1 |  |

## Parcours dans les tournois duGrand Chelem

### En simple
| Année | Open d'Australie | Open d'Australie | Internationaux de France | Internationaux de France | Wimbledon       | Wimbledon       | US Open         | US Open     |
| ----- | ---------------- | ---------------- | ------------------------ | ------------------------ | --------------- | --------------- | --------------- | ----------- |
| 1980  | —                | —                | 2e tour (1/32)           | P. Portes                | —               | —               | 1er tour (1/64) | P. McNamara |
| 1981  | —                | —                | —                        | —                        | —               | —               | 2e tour (1/32)  | J. Connors  |
| 1982  | —                | —                | 3e tour (1/16)           | A. Gómez                 | —               | —               | —               | —           |
| 1984  | —                | —                | 1er tour (1/64)          | J. Frawley               | 1er tour (1/64) | C. van Rensburg | 1er tour (1/64) | G. Mayer    |
| 1985  | —                | —                | 2e tour (1/32)           | J. Arrese                | 1er tour (1/64) | T. Wilkison     | 3e tour (1/16)  | G. Holmes   |
| 1986  | —                | —                | 2e tour (1/32)           | A. Järryd                | —               | —               | —               | —           |

N.B. : à droite du résultat se trouve le nom de l'ultime adversaire.

### En double
| Année | Open d'Australie | Open d'Australie | Internationaux de France      | Internationaux de France | Wimbledon | Wimbledon | US Open                     | US Open               |
| ----- | ---------------- | ---------------- | ----------------------------- | ------------------------ | --------- | --------- | --------------------------- | --------------------- |
| 1979  | —                | —                | 1er tour (1/32) D. Eddy       | B. Manson A. Pattison    | —         | —         | —                           | —                     |
| 1982  | —                | —                | 1er tour (1/32) Ž. Franulović | A. Maurer W. Popp        | —         | —         | —                           | —                     |
| 1983  | —                | —                | 2e tour (1/16) S. Svensson    | S. Casal M. Hocevar      | —         | —         | —                           | —                     |
| 1984  | —                | —                | —                             | —                        | —         | —         | 1er tour (1/32) A. Amritraj | R. Harmon V. Winitsky |
| 1985  | —                | —                | 1er tour (1/32) P. Arraya     | D. Mustard J. Smith      | —         | —         | —                           | —                     |

N.B. : le nom du ou de la partenaire se trouve sous le résultat ; le nom des ultimes adversaires se trouve à droite.